# Astra Biltauere
Astra Biltauere (Riga, 9 de outubro de 1944) é uma ex-jogadora de voleibol da Letônia que competiu pela União Soviética nos Jogos Olímpicos de 1964.
Em 1964, ela fez parte da equipe soviética que conquistou a medalha de prata no torneio olímpico, no qual atuou em uma partida.